# Fin d'arabesque
Fin d'arabesque est un tableau réalisé par le peintre français Edgar Degas en 1876-1877. De format vertical, cette toile exécutée à la peinture à l'huile, à l'essence et au pastel est une scène de genre qui représente une ballerine en tutu jaune alors qu'elle effectue une arabesque un bouquet de fleurs à la main droite. Léguée à l'État par Isaac de Camondo en 1911, l'œuvre est conservée au musée d'Orsay, à Paris.

## Description
L'arabesque est une « figure d'équilibre de la danse académique, de forme linéaire, dans laquelle une jambe étant en appui au sol (pied à plat, sur pointe ou demi-pointe), l'autre élevée en arrière, le buste prend différentes positions, un des bras tendus en avant, l'autre en arrière ».